# Im Zeichen der Sterne
Im Zeichen der Sterne ist eine deutsche Anthologie-Serie, die 2002 als Freitagsfilm auf Das Erste ausgestrahlt wurde. Produziert wurde die Serie von Ziegler Film.

## Konzept
Im Mittelpunkt der einzelnen Filme stehen unterschiedliche Hauptfiguren, die am Ende der jeweiligen Handlung heirateten. In der ersten Episode Sag einfach Ja! spielen Tina Ruland und Henning Baum das Paar, in der zweiten Folge Aszendent Liebe Anica Dobra und Peter Sattmann und in der abschließenden dritten Episode Herz in Flammen waren die Hauptrollen mit Anja Kling und Andreas Brucker besetzt.

## Episodenliste
| Folge | Titel           | Erstausstrahlung | Regie          | Drehbuch                            |
| ----- | --------------- | ---------------- | -------------- | ----------------------------------- |
| 1     | Sag einfach Ja! | 17. Mai 2002     | Karen Müller   | Saskia Lechtenbrink, Justin Stauber |
| 2     | Aszendent Liebe | 24. Mai 2002     | Helmut Metzger | Monica Simon, David Ungureit        |
| 3     | Herz in Flammen | 31. Mai 2002     | Berno Kürten   | Berno Kürten, Jurgen Wolff          |